# Oswaldo (série télévisée d'animation)
Pour les articles homonymes, voir Oswaldo.
Oswaldo est une série télévisée d'animation brésilienne créée par Pedro Eboli pour Cartoon Network. La série est coproduite par Birdo Studio et Symbiosys Entertainment. Il a été créé pour la première fois sur Cartoon Network au Brésil le 11 octobre 2017 et sur TV Cultura le 29 octobre 2017.
La série est produite par Birdo Studio, qui est notoirement reconnu comme l'un des principaux studios d'animation brésiliens et a acquis une renommée mondiale en créant et en développant les mascottes des Jeux olympiques d'été et paralympiques d'été 2016. Le studio a également développé les courts métrages impliquant les deux mascottes qui ont été montrés sur Cartoon Network Brésil pendant la période précédant les jeux.
L'émission était finaliste pour un projet de lancement d'idées au Brésil, en 2014, avec Cartoon.Job étant le vainqueur général, mais il a finalement été choisi pour une série complète.
Le 23 septembre 2017, il a été annoncé que la série avait ses droits de distribution internationaux garantis par Kid Glove. Le 7 février 2018, il a été annoncé que l'émission avait été renouvelée pour une deuxième saison de 39 épisodes à partir du 3 juin 2019.

## Distribution

### Voix françaises
- Jim Redler : Oswaldo
- Dimitri Rougeul : Tobias
- Zina Khakhoulia : Léa
- Fred Colas : Jack Moth, Albert, Virgile, Mitchel, Raphaël, Xander et voix additionnelles
- Jean-Michel Vaubien : Brad Moth, DJ, Tripp, Clerck, Jeronimus, M. Ramirez, Tony du gang des retraités et voix additionnelles
- Loïc Guingand : Checho, Ian, Ozzy, Shubert et voix additionnelles
- Joséphine Ropion
- Isabelle Volpé
- Bruno Magne
- Zouheir Zerhouni

 Source et légende : version française (VF) sur RS Doublage